# Seyssinet-Pariset
Seyssinet-Pariset är en kommun i departementet Isère i regionen Auvergne-Rhône-Alpes i sydöstra Frankrike. Kommunen ligger i kantonen Fontaine-Seyssinet som tillhör arrondissementet Grenoble. År 2022 hade Seyssinet-Pariset 11 784 invånare.

## Befolkningsutveckling
Antalet invånare i kommunen Seyssinet-Pariset
Referens:INSEE